# Larnax andersonii
Larnax andersonii là loài thực vật có hoa trong họ Cà. Loài này được Sawyer mô tả khoa học đầu tiên năm 1998.